# Pallamano ai Giochi della XXX Olimpiade - Torneo femminile

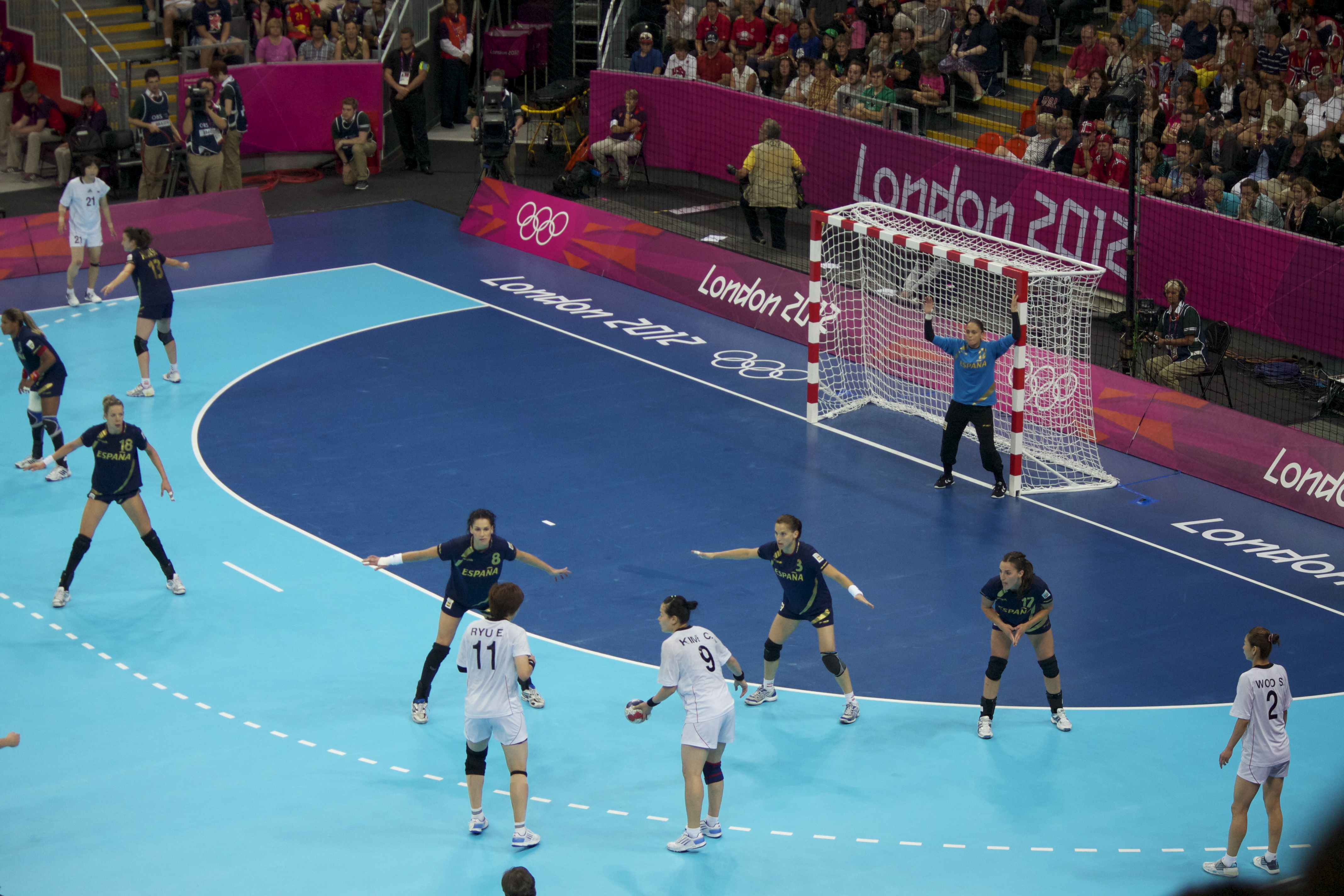
Azione di gioco nella finale per la medaglia di bronzo tra Spagna e Corea del Sud.

Il torneo femminile di pallamano ai Giochi della XXX Olimpiade si è svolto dal 28 luglio all'11 agosto 2012 ed è stato ospitato dalla Copper Box e dalla Basketball Arena a Londra.
La medaglia d'oro è stata vinta per la seconda volta consecutiva dalla Norvegia, che ha superato in finale per 26-23 il Montenegro, alla quale è andata la medaglia d'argento, prima medaglia olimpica del Montenegro in uno sport di squadra. La medaglia di bronzo è stata vinta dalla Spagna, che nella finale per il terzo posto ha sconfitto la Corea del Sud per 31-29 dopo due tempi supplementari.
A parte la nazionale del Regno Unito, presente come rappresentativa del Paese ospitante, al torneo olimpico presero parte le prime undici classificate al campionato mondiale 2011 e la nazionale norvegese si presentava come campione del mondo e campione europeo in carica. Le norvegesi, comunque, faticarono nel girone preliminare perdendo contro Francia e Spagna e concludendo al quarto posto il girone B. Il girone A vide il Brasile chiudere al primo posto e l'esordiente Montenegro conquistare un posto nella fase a eliminazione diretta. Nei quarti di finale le norvegesi eliminarono le brasiliane, mentre le montenegrine riuscirono nell'impresa di eliminare la Francia grazie a un tiro dai 7 metri realizzato da Katarina Bulatović a due secondi dalla fine della partita. In semifinale le norvegesi superarono le sudcoreane, mentre le montenegrine superarono anche le spagnole di un solo punto dopo che quest'ultime avevano recuperato buona parte dello svantaggio accumulato nel corso del secondo tempo. In finale la Norvegia riuscì a distanziare il Montenegro nella seconda parte del secondo tempo dopo che la partita era stata giocata punto a punto, vincendo la partita 26-23 e confermando il titolo olimpico conquistato a Pechino quattro anni prima.

## Formato
Le dodici squadre partecipanti sono state divise in due gironi da sei e ciascuna squadra affronta tutte le altre, per un totale di cinque giornate. Le prime quattro classificate accedevano ai quarti di finale.

## Squadre partecipanti
|                                     | Data               | Sede                 | Posti | Qualificate        |
| ----------------------------------- | ------------------ | -------------------- | ----- | ------------------ |
| Paese organizzatore                 |                    |                      | 1     | Gran Bretagna      |
| Campionato europeo 2010             | 7-19 dicembre 2010 | Danimarca & Norvegia | 1     | Svezia             |
| Torneo asiatico di qualificazione   | 12-21 ottobre 2011 | Cina                 | 1     | Corea del Sud      |
| Giochi Panamericani 2011            | 15-23 ottobre 2011 | Messico              | 1     | Brasile            |
| Campionato mondiale 2011            | 2-18 dicembre 2011 | Brasile              | 1     | Norvegia           |
| Campionato africano 2012            | 11-20 gennaio 2012 | Marocco              | 1     | Angola             |
| Torneo olimpico di qualificazione 1 | 25-27 maggio 2012  | Francia              | 2     | Montenegro Francia |
| Torneo olimpico di qualificazione 2 | 25-27 maggio 2012  | Spagna               | 2     | Spagna Croazia     |
| Torneo olimpico di qualificazione 3 | 25-27 maggio 2012  | Danimarca            | 2     | Russia Danimarca   |
| Totale                              |                    |                      | 12    |                    |

| Urna 1     | Urna 2 | Urna 3    | Urna 4        | Urna 5  | Urna 6        |
| ---------- | ------ | --------- | ------------- | ------- | ------------- |
| Norvegia   | Spagna | Danimarca | Francia       | Svezia  | Angola        |
| Montenegro | Russia | Croazia   | Gran Bretagna | Brasile | Corea del Sud |

## Fase a gironi

### Girone A

#### Classifica
| Pos. | Squadra       | Pt | G | V | N | P | GF  | GS  | DR  |
| ---- | ------------- | -- | - | - | - | - | --- | --- | --- |
| 1.   | Brasile       | 8  | 5 | 4 | 0 | 1 | 137 | 122 | +15 |
| 2.   | Croazia       | 8  | 5 | 4 | 0 | 1 | 145 | 115 | +30 |
| 3.   | Russia        | 7  | 5 | 3 | 1 | 1 | 151 | 125 | +26 |
| 4.   | Montenegro    | 5  | 5 | 2 | 1 | 2 | 137 | 123 | +14 |
| 5.   | Angola        | 2  | 5 | 1 | 0 | 4 | 132 | 142 | -10 |
| 6.   | Gran Bretagna | 0  | 5 | 0 | 0 | 5 | 91  | 166 | -75 |

#### Risultati
| Arbitro: | Nachevski, Nikolov |

|            |           |          |
| Postnova 5 | Marcatori | 5 Guialo |

| Arbitro: | Bonaventura, Bonaventura |

|           |           |                         |
| Jovetić 6 | Marcatori | 5 do Nascimento, Amorim |

| Arbitro: | Duţă, Florescu |

|                |           |           |
| A. Bulatović 5 | Marcatori | 6 Gerbron |

| Arbitro: | Al-Nuaimi, Omar |

|                    |           |         |
| Guialo, M. Kiala 5 | Marcatori | 9 Zebić |

| Arbitro: | Bonaventura, Bonaventura |

|       |           |                        |
| Byl 5 | Marcatori | 5 Turej, Černoivanenko |

| Arbitro: | Olesen, Pedersen |

|                 |           |                |
| do Nascimento 8 | Marcatori | 5 K. Bulatović |

| Arbitro: | Abdulla, Bamutref |

|                         |           |          |
| Popović, K. Bulatović 6 | Marcatori | 7 Carlos |

| Arbitro: | Coulibaly, Diabate |

|                |           |             |
| Byl, Gerbron 5 | Marcatori | 7 Rodrigues |

| Arbitro: | Marina, Minore |

|         |           |            |
| Turej 6 | Marcatori | 10 Penezić |

| Arbitro: | Florescu, Duţă |

|           |           |           |
| Almeida 8 | Marcatori | 9 Gerbron |

| Arbitro: | Lopez, Sabroso |

|            |           |            |
| Penezić 10 | Marcatori | 10 Popović |

| Arbitro: | Lazaar, Reveret |

|          |           |                  |
| Turej 10 | Marcatori | 10 do Nascimento |

| Arbitro: | Bartlett, Stokes |

|                                  |           |         |
| Diniz, do Nascimento, Pinheiro 5 | Marcatori | 6 Kiala |

| Arbitro: | Abrahamsen, Kristiansen |

|                |           |                                 |
| K. Bulatović 7 | Marcatori | 4 Levina, Marennikova, Bliznova |

| Arbitro: | Marina, Minore |

|                         |           |               |
| Jovetić, Šerić, Bašić 5 | Marcatori | 3 Fairbrother |

### Girone B

#### Classifica
| Pos. | Squadra       | Pt | G | V | N | P | GF  | GS  | DR  |
| ---- | ------------- | -- | - | - | - | - | --- | --- | --- |
| 1.   | Francia       | 9  | 5 | 4 | 1 | 0 | 125 | 103 | +22 |
| 2.   | Corea del Sud | 7  | 5 | 3 | 2 | 0 | 136 | 130 | +6  |
| 3.   | Spagna        | 7  | 5 | 3 | 1 | 1 | 119 | 114 | +5  |
| 4.   | Norvegia      | 5  | 5 | 2 | 1 | 2 | 118 | 120 | -2  |
| 5.   | Danimarca     | 2  | 5 | 1 | 0 | 4 | 113 | 121 | -8  |
| 6.   | Svezia        | 0  | 5 | 0 | 0 | 5 | 108 | 131 | -23 |

#### Risultati
| Arbitro: | Gubica, Milošević |

|          |           |             |
| Martín 7 | Marcatori | 9 Ryu E.-H. |

| Arbitro: | Nikolić, Stojković |

|        |           |           |
| Skov 6 | Marcatori | 5 Gulldén |

| Arbitro: | Krstić, Ljubić |

|          |           |                     |
| Alstad 5 | Marcatori | 5 Baudouin, Signate |

| Arbitro: | Duţă, Florescu |

|            |           |          |
| Jo H.-B. 5 | Marcatori | 7 Larsen |

| Arbitro: | Horáček, Novotný |

|           |           |          |
| Dembele 6 | Marcatori | 6 Mangué |

| Arbitro: | Coulibaly, Diabate |

|              |           |                             |
| Torstenson 6 | Marcatori | 5 Riegelhuth Koren, Sulland |

| Arbitro: | Nachevski, Nikolov |

|            |           |                                   |
| Sulland 11 | Marcatori | 6 Ryu E.-H., Jung J.-H., Jo H.-B. |

| Arbitro: | Gubica, Milošević |

|                           |           |        |
| Pineau, Mendy, Baudouin 4 | Marcatori | 6 Ahlm |

| Arbitro: | Geipel, Helbig |

|          |           |            |
| Mangué 7 | Marcatori | 7 Nørgaard |

| Arbitro: | Nikolić, Stojković |

|             |           |             |
| Sim H.-I. 6 | Marcatori | 4 Lacrabère |

| Arbitro: | Al-Nuaimi, Omar |

|                   |           |              |
| Mangué, Alberto 6 | Marcatori | 5 Fogelström |

| Arbitro: | Horáček, Novotný |

|            |           |        |
| Nørgaard 9 | Marcatori | 6 Løke |

| Arbitro: | Abdulla, Bamutref |

|            |           |              |
| Flognman 8 | Marcatori | 10 Ryu E.-H. |

| Arbitro: | Krstić, Ljubić |

|                    |           |          |
| Riegelhuth Koren 6 | Marcatori | 7 Alonso |

| Arbitro: | Duţă, Florescu |

|             |           |          |
| Nørgaard 10 | Marcatori | 6 Njitam |

## Fase finale

### Tabellone
|  | Quarti        | Quarti        |          |        | Semifinale    | Semifinale |  |  | Finale | Finale |
|  |               |               |          |        |               |            |  |  |        |        |
|  |               |               |          |        |               |            |  |  |        |        |
|  |               |               |          |        |               |            |  |  |        |        |
|  | Brasile       | 19            |          |        |               |            |  |  |        |        |
|  | Brasile       | 19            |          |        |               |            |  |  |        |        |
|  | Norvegia      | 21            |          |        |               |            |  |  |        |        |
|  | Norvegia      | 21            | Norvegia | 31     |               |            |  |  |        |        |
|  |               |               | Norvegia | 31     |               |            |  |  |        |        |
|  |               | Corea del Sud | 25       |        |               |            |  |  |        |        |
|  | Corea del Sud | Corea del Sud | 25       | 24     |               |            |  |  |        |        |
|  | Corea del Sud |               |          | 24     |               |            |  |  |        |        |
|  | Russia        | 23            |          |        |               |            |  |  |        |        |
|  | Russia        | 23            | Norvegia | 26     |               |            |  |  |        |        |
|  |               |               | Norvegia | 26     |               |            |  |  |        |        |
|  |               | Montenegro    | 23       |        |               |            |  |  |        |        |
|  | Croazia       | Montenegro    | 23       | 22     |               |            |  |  |        |        |
|  | Croazia       |               |          | 22     |               |            |  |  |        |        |
|  | Spagna        | 25            |          |        |               |            |  |  |        |        |
|  | Spagna        | 25            | Spagna   | 26     | 3º posto      | 3º posto   |  |  |        |        |
|  |               |               | Spagna   | 26     | 3º posto      | 3º posto   |  |  |        |        |
|  |               | Montenegro    | 27       |        |               |            |  |  |        |        |
|  | Francia       | Montenegro    | 27       | 22     | Corea del Sud | 29         |  |  |        |        |
|  | Francia       |               |          | 22     | Corea del Sud | 29         |  |  |        |        |
|  | Montenegro    | 23            |          | Spagna | 31            |            |  |  |        |        |
|  | Montenegro    | 23            |          |        | 31            |            |  |  |        |        |
|  |               |               |          |        |               |            |  |  |        |        |
|  |               |               |          |        |               |            |  |  |        |        |

### Quarti di finale
| Arbitro: | Bonaventura, Bonaventura |

|                 |           |                    |
| do Nascimento 5 | Marcatori | 5 Riegelhuth Koren |

| Arbitro: | Horacek, Novotny |

|          |           |          |
| Pinedo 7 | Marcatori | 5 Tatari |

| Arbitro: | Raluy Lopez, Sabroso |

|                    |           |              |
| Postnova, Levina 5 | Marcatori | 6 Gwon H.-N. |

| Arbitro: | Olesen, Pedersen |

|           |           |                         |
| Signate 5 | Marcatori | 6 Popović, K. Bulatović |

### Semifinali
| Arbitro: | Gubica, Milošević |

|        |           |              |
| Løke 8 | Marcatori | 7 Gwon H.-N. |

| Arbitro: | Krstić, Ljubić |

|           |           |                |
| Alberto 6 | Marcatori | 9 K. Bulatović |

### Finale 3º posto
| Arbitro: | Pedersen, Olesen |

|              |           |                      |
| Gwon H.-N. 7 | Marcatori | 5 Alberto, Fernández |

### Finale
| Arbitro: | Bonaventura, Bonaventura |

|            |           |                 |
| Sulland 10 | Marcatori | 10 K. Bulatović |

## Classifica finale
| Pos | Squadre       |
| --- | ------------- |
|     | Norvegia      |
|     | Montenegro    |
|     | Spagna        |
| 4   | Corea del Sud |
| 5   | Francia       |
| 6   | Brasile       |
| 7   | Croazia       |
| 8   | Russia        |
| 9   | Danimarca     |
| 10  | Angola        |
| 11  | Svezia        |
| 12  | Gran Bretagna |

## Statistiche

### Classifica marcatrici
Fonte: Report ufficiale dei Giochi della XXX Olimpiade.
| Pos. | Nome                          | Nazionale     | Reti | Tiri |
| ---- | ----------------------------- | ------------- | ---- | ---- |
| 1    | Katarina Bulatović            | Montenegro    | 53   | 93   |
| 2    | Bojana Popović                | Montenegro    | 46   | 77   |
| 3    | Ryu Eun-hee                   | Corea del Sud | 43   | 92   |
| 4    | Alexandra do Nascimento       | Brasile       | 37   | 55   |
| 5    | Marta Mangué                  | Spagna        | 34   | 67   |
| 6    | Nely Carla Alberto            | Spagna        | 33   | 58   |
| 6    | Linn Jørum Sulland            | Norvegia      | 33   | 66   |
| 8    | Jo Hyo-bi                     | Corea del Sud | 32   | 32   |
| 8    | Ann Grete Nørgaard            | Danimarca     | 32   | 32   |
| 10   | Linn-Kristin Riegelhuth Koren | Norvegia      | 31   | 39   |
| 10   | Andrea Penezić                | Croazia       | 31   | 55   |
| 10   | Jovanka Radičević             | Montenegro    | 31   | 51   |

## Premi individuali
Migliori giocatrici del torneo.
| Ruolo            | Giocatrice              |
| ---------------- | ----------------------- |
| Portiere         | Kari Aalvik Grimsbø     |
| Ala sinistra     | Jo Hyo-bi               |
| Terzino sinistro | Bojana Popović          |
| Centrale         | Marta Mangué            |
| Terzino destro   | Katarina Bulatović      |
| Ala destra       | Alexandra do Nascimento |
| Pivot            | Heidi Løke              |